# Liechtensteiner-Cup 1971-1972
La Liechtensteiner-Cup 1971-1972 è stata la 27ª edizione della coppa nazionale del Liechtenstein conclusa con la vittoria finale del FC Triesen, al suo settimo titolo.
Della competizione è noto solo il risultato della finale.

## Finale
| Vaduz | FC Triesen | 2 – 1 | Vaduz |  |